# Haukijärvi (sjö i Finland, Lappland, lat 66,47, long 29,30)
Haukijärvi är en sjö i Finland. Den ligger i Salla kommun i landskapet Lappland, i den nordöstra delen av landet, 700 km norr om huvudstaden Helsingfors. Haukijärvi ligger 250,2 meter över havet och arean är 34 hektar.